# Дефіцит селену
Дефіцит селену — комплекс патологічних змін, пов'язаних з нестачею в організмі мікроелемента селену, що є однією з патогенетичних ланок низки захворювань. Є клінічним синдромом.

## Етіологія
Дефіцит селену найчастіше діагностують при різних захворюваннях шлунково-кишкового тракту, у хворих, які отримують парентеральне харчування, після проведення шунтування шлунка, а також у літніх людей (старше 90 років).
Дефіцит селену також може виникнути через нестачу селену в ґрунтах, а відповідно й у продуктах харчування. У медичній літературі зазначають, що дефіцит селену може бути одним з побічних ефектів при вживанні статинів (препаратів, що знижують рівень холестерину).

## Прояви дефіциту селену
Селен необхідний для перетворення гормону щитоподібної залози тироксину (Т4) на його активніший аналог, трийодтиронін. При дефіциті селену виникають захворювання щитоподібної залози; гіпотиреоз, ендемічний зоб, кретинізм.
На думку деяких дослідників причиною розвитку ендемічного кретинізму новонароджених є саме поєднаний дефіцит йоду і селену.
Препарати селену можуть використовувати як додаткову терапію тиреоїдиту Хашимото. Вживання препаратів селену протягом 3 місяців приводило до значного зменшення рівнів аутоантитіл до тіроідної пероксидази та поліпшенню самопочуття хворих. У місцевостях з високим дефіцитом селену захворюваність на аутоімунний тиреоїдит істотно вища. Це пояснює зниження активності глутатіонпероксидази в клітинах щитоподібної залози.
Оскільки селен належить до синергістів йоду, при дефіциті селену йод не засвоюється, що приводить до йододефіциту.
Дефіцит селену в комбінації з вірусами Коксакі призводить до хвороби Кеша, яка може призвести до смертельного кінця. Основний симптом хвороби Кеша — некроз міокарда, що призводить до ослаблення серцевого м'яза.
Поряд з йододефіцитом, дефіцит селену може спровокувати хворобу Кашина-Бека. Хвороба Кашина-Бека призводить до атрофії, дегенерації і некрозу хрящових тканин. Хвороба Кеша знижує загальний імунітет до ряду інфекційних захворювань і хвороб шлунково-кишкового тракту.
Також при дефіциті селену можуть виникати такі зміни в організмі: репродуктивна недостатність; підвищення схильності до запальних захворювань; хвороби шкіри, волосся і нігтів; зниження імунітету ; кардіопатія; уповільнення росту у дітей; патологія сурфактантної системи легенів; атеросклероз; катаракта; захворювання печінки; анемія.

## Рекомендовані норми споживання селену
У США рекомендована норма споживання селену для людини становить 55 мкг на добу. У Великій Британії добова норма споживання селену встановлена на рівні 75 мкг для чоловіків і 60 мкг для жінок.
Призначення 200 мкг селену на добу як доповнення до традиційної тиреоїдної терапії поліпшує клінічний та іммунологічний статус хворих на аутоімунний тиреоїдит, призводячи до зниження рівня антитіл та необхідних пацієнту доз гормональних препаратів .